# Елань (Бичурский район)
Ела́нь — село в Бичурском районе Бурятии. Административный центр сельского поселения «Еланское».

## География
Расположено вдоль берегов речки Еланка (левый приток реки Хилок) на расстоянии 8 км к югу от региональной автодороги Р441 Мухоршибирь — Бичура — Кяхта. Расстояние до районного центра, села Бичура — 27 км.

## История
Село Елань было основано русскими крестьянами-переселенцами.
С 2004 года является административным центром муниципального образования сельское поселение «Еланское».

## Население
| 2002 | 2010  |
| ---- | ----- |
| 1090 | ↘1082 |

## Достопримечательности

### Церковь
Церковь Введения во храм Пресвятой Богородицы — православный храм, относится к Улан-Удэнской епархии Бурятской митрополии Русской православной церкви.

## Улицы
1. Бутакова ул.
2. Заречная ул.
3. Краснопартизанская ул.
4. Логовского ул.
5. Молодёжная ул.
6. Соковикова ул.
7. Школьная ул.